# Trachylepis damarana
Trachylepis damarana (дамарський сцинк) — вид сцинкоподібних ящірок родини сцинкових (Scincidae). Мешкає в Південній Африці.

## Поширення і екологія
Дамарські сцинки мешкають на півночі Намібії, південному сході Анголи, заході Замбії, півночі і сході Ботсвани, в Зімбабве, на північному сході ПАР та на заході Мозамбіку. Вони живуть у відкритих кам'янистих саванах та серед скель.